# Trans World Airlines
Trans World Airlines (TWA) — авиакомпания США. Основана в 1925 году, в 2001 году объединилась с авиакомпанией American Airlines. Являлась одной из крупнейших внутренних авиакомпаний в стране, конкурировала с Pan American World Airways (Pan Am) на международных маршрутах с 1946 вплоть до 1978 года, когда был принят закон о дерегулировании авиакомпаний.
Узлы TWA размещались в международных аэропортах
Ламберт и Джона Кеннеди, а также в аэропорту Парижа Шарль-де-Голль. Центральными городами в разное время также были Канзас-Сити (Миссури), Лос-Анджелес и Сан-Хуан (Пуэрто-Рико). В 1980-х был построен узел в Атланте, деятельность которого прекратилась в 1990-х. Базы пилотов в 1980-х также находились в Франкфурте и Берлине и их персонал совершал полёты на Boeing 727-100 внутри Европы между городами Берлин, Франкфурт, Лондон, Цюрих, Гамбург, Штутгарт, Вена, Амстердам, Стамбул.
Связывая большинство крупных городов США, компания TWA была одной из крупнейших внутренних авиакомпаний. До дерегуляции в 1978 году TWA, American Airlines, United Airlines и Eastern Air Lines назывались «большой четвёркой». Также TWA обслуживала множество вспомогательных авиалиний до небольших городов Среднего Запада США. Кроме Северной Америки, TWA имела развитую сеть в Европе и на Среднем Востоке. Крупнейшим узлом компании был расположенный в аэропорту Джона Кеннеди терминал TWA Флайт Центр (открыт в 1962 году, после реконструкции 2008 года — терминал № 5, обслуживает JetBlue Airways). 
Компании Pan Am и TWA неофициально считались национальными авиакомпаниями США. При этом обе являлись компаниями стратегической важности для государства США и каждая в своей нише выполняла ту или иную важную функцию, TWA отвечала за значительный объём международных перевозок военного имущества на важнейших авиалиниях, 45 из которых имели стратегическое значение для ВС США и других федеральных структур.

## История

### 1930-е

#### Основание TWA
TWA основана 16 июля 1930 года, в результате слияния Transcontinental Air Transport (T-A-T) и Western Air Express. Новая компания получила название «Transcontinental & Western Air» (T&WA).
Объединение происходило по совету Генерального почтмейстера США, Уолтера Брауна, который нуждался в более крупных авиакомпаниях для заключения с ними контрактов на почтовые перевозки.
Обе авиакомпании имели в своем штате известных пионеров авиации и несколько лет были известны как самые современные. Transcontinental Air Transport, более крупная из них, на тот момент предлагала 48-часовой комбинированный маршрут (самолёт и поезд) через весь США; в ней работал Чарльз Линдберг. Western, была немного более старой (основана в 1925), в ней работал Джек Фрай.
25 октября 1930 года TWA предложила первый полностью авиационный маршрут между западным и восточным побережьями США: Lindbergh Route. Он занимал 36 часов и включал промежуточную ночевку в Канзас-Сити. Летом 1931 года TWA переместила штаб-квартиру из Нью-Йорка в Канзас-Сити (Миссури).

#### DC-3
В 1931 году авиакомпания оказалась на грани банкротства после крушения рейса 599 31 марта около Bazaar, штат Канзас. В аварии погибли все пассажиры и экипаж. Причиной стали старые самолёты компании — Fokker Trimotors.
Основным производителем самолётов в то время был Bill Boeing, но из-за контракта с United Air Lines, он не мог продавать свои самолёты компаниям, конкурирующим с UAL. Поэтому TWA обращались к другим производителям, включая Дуглас Эйркрафт. 20 сентября 1932 был подписан контракт с Дуглас, и в декабре 1933 года единственный Douglas DC-1 был предоставлен TWA. По контракту был поставлен всего один самолёт. В 1934 году начались испытания DC-1, в результате которых в 1934—1935 годах были предложены высотные полёты (полеты над погодой, «over-weather flying») и герметизация кабины для поддержки более высокого давления. Пожелания TWA (увеличение количества мест и установка более мощных двигателей) были учтены в DC-2, заказанный компанией в количестве 20 единиц. Позже на базе DC-1 и DC-2 будет создан Douglas DC-3.
18 февраля 1934 года на прототипе DC-1 был поставлен рекорд скорости при перелёте из Бербанк, штат Калифорния, в Ньюарк, штат Нью-Джерси, за 13 часов и 4 минуты.

#### Говард Хьюз
В 1938 году 25% акций компании купил Говард Хьюз примерно за 15 млн. долларов.
22 июня 1939 года компания Говарда Хьюза, Hughes Tool Co., заказала 40 самолётов Lockheed Constellation.
С 8 июля 1940 года TWA представила планы по выполнению полётов на Boeing 307 "Stratoliner".

### 1950-е
После того как 21 ноября 1958 года Международная ассоциация механиков объявила всеамериканскую забастовку против TWA, перевозки на 45 международных авиалиниях временно, в течение нескольких недель до окончания забастовки, взяла на себя военная авиатранспортная служба, с задействованием собственного лётного и лётно-подъёмного состава, поскольку безостановочное обслуживание указанных рейсов имело стратегическое значение для ВС США.

## Флот

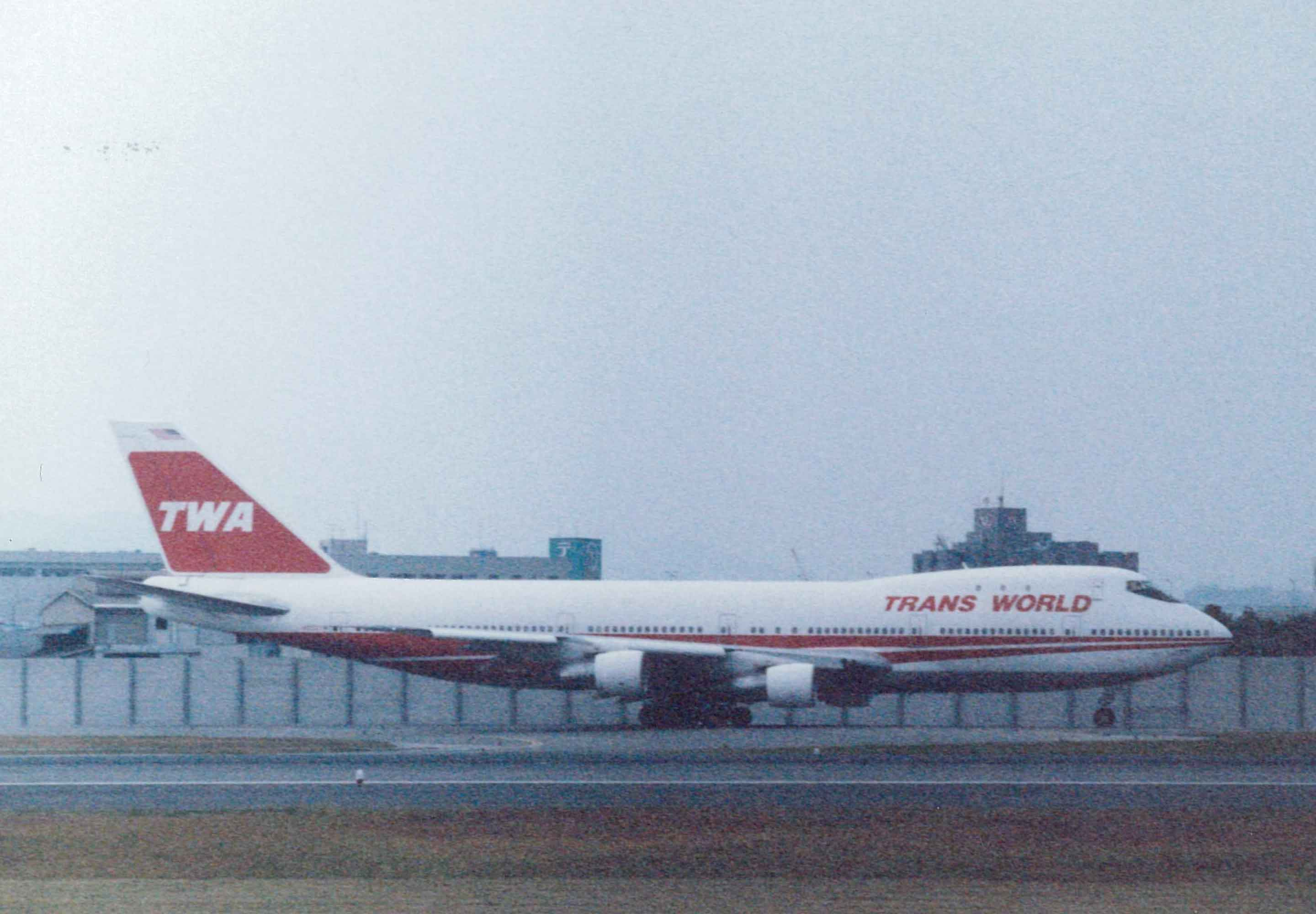
Боинг 747-100 авиакомпании

### Флот в 2000
| Тип                     | Кол-во           | Рейсы                                                 | Примечание |
| ----------------------- | ---------------- | ----------------------------------------------------- | --- |
| Airbus A318-100         | 0 (заказано 50)  | Рейсы на местных авиалиниях                           | Заказ был аннулирован компанией American Airlines сразу после вступления его в силу                             |
| Boeing 757-200          | 27               | Международные и местные авиалинии                     | 17 под управлением Delta Air Lines. Остальные — Ethiopian Airlines, Blue Panorama Airlines, Uzbekistan Airways. |
| Boeing 767—200/-300     | 23               | Международные рейсы                                   | |
| McDonnell Douglas MD-81 | 8                | Ближне и среднемагистральные внутренние рейсы; Карибы | |
| McDonnell Douglas MD-82 | 35               | Ближне и среднемагистральные внутренние рейсы; Карибы | |
| McDonnell Douglas MD-83 | 64               | Ближне и среднемагистральные внутренние рейсы; Карибы | Наиболее новые все ещё используются в American Airlines                                                         |
| Boeing 717              | 29 (заказано 50) | Ближне и среднемагистральные внутренние рейсы         | Большая часть была позже продана компании AirTran Airways                                                       |
| Douglas DC-9            |                  | Ближнемагистральные внутренние рейсы                  | |

## Наследие
16 декабря 2013 года генеральный директор GEO American Airlines Group, объявил, что наследственный самолет TWA будет добавлен в будущем: «Мы продолжим эту традицию по-американски, в том числе включением самолетов TWA в наследие и сохранением самолета USA Airways». Последний из TWA MD-83S остался в сервисе до сентября 2019 года.     